# 2015년 태풍
이 문서에서는 2015년에 발생하는 태풍들의 활동에 대해 기록하였다.
2015년에는 1호 태풍 메칼라를 시작으로 27개의 태풍이 발생하였다.
평균적으로 1년 동안 태풍 발생 개수가 25.6개인 것과 비교하면 높은 수치이다.

## 통계

### 월별 태풍 발생 개수
| -                                  | 1월       | 2월       | 3월       | 4월       | 5월       | 6월       | 7월       | 8월        | 9월        | 10월     | 11월       | 12월       |
| ---------------------------------- | --------- | --------- | --------- | --------- | --------- | --------- | --------- | ---------- | ---------- | -------- | ---------- | ---------- |
| 2015년                             | 1 (1)     | 1 (2)     | 3 (5)     | 1 (6)     | 1 (7)     | 2 (9)     | 4 (13)    | 4 (17)     | 4 (21)     | 4 (25)   | 1 (26)     | 1 (27)     |
| 30년 평균 1981년~2010년            | 0.3 (0.3) | 0.1 (0.4) | 0.3 (0.7) | 0.6 (1.3) | 1.0 (2.3) | 1.7 (4.0) | 3.6 (7.6) | 5.9 (13.5) | 4.9 (18.4) | 3.6 (22) | 2.3 (24.3) | 1.2 (25.6) |
| - 괄호 안의 숫자는 누적 태풍 수임. |           |           |           |           |           |           |           |            |            |          |            |            |

## 활동한 태풍

### 제1호 태풍 메칼라
메칼라는 태국에서 제출한 이름으로 천둥의 천사를 의미한다.

### 제2호 태풍 히고스
히고스는 미국에서 제출하였으며 차모로어로 무화과를 의미한다.

### 제3호 태풍 바비
바비는 베트남에서 제출한 이름으로 산맥의 이름을 의미한다.

### 제4호 태풍 마이삭
2015년 제4호 태풍 마이삭(MAYSAK)은 3월 28일 오전 3시에 중심기압 1002hPa, 최대풍속 18m/s(64.8km/h), 강풍 반경 220km, 크기 '소형'의 열대폭풍으로 미국 괌 동남동쪽 약 1,390km 부근 해상에서 발생하였다.(일본 기상청 태풍정보 기준) 발생 이후 서~서북서진하며 발달해서 3월 31일 오후 9시에 미국 괌 남서쪽 약 640km 부근 해상에서 중심기압 905hPa, 최대풍속 59m/s(212.4km/h), 강풍 반경 390km(북쪽 반경)의 세력 '맹렬함', 크기 '중형'(일본 기상청 태풍정보 속보치 기준)의 태풍으로 최성기를 맞이하였다. 최성기 이후 서~서북서진하며 필리핀에 접근하면서 약화되었고, 4월 5일 오후 3시에 필리핀 마닐라 북쪽 약 320km 부근 육상에서 중심기압 1000hPa의 열대저압부로 소멸하였다.(한국 기상청 태풍정보 기준으로는 중심기압 1002hPa) 마이삭은 캄보디아에서 제출한 이름으로 나무의 한 종류를 의미한다. 3월 31일 오후 9시에 미국 괌 남서쪽 약 640km 부근 해상에서 최성기 세력 중심기압 905hPa, 최대풍속 59m/s(212.4km/h)로 관측 사상 3월 최강의 태풍으로 기록되었다.
※ 일본 기상청의 2015년 5월 19일자 사후해석에서 2015년 제4호 태풍 '마이삭(Maysak)'의 최성기 세력을 중심기압 910hPa, 10분 평균 최대풍속 초속 54m (= 시속 194km)로 하향 조정시켰다.

### 제5호 태풍 하이선
2015년 제5호 태풍 하이선(HAISHEN)은 4월 4일 오후 3시에 중심기압 1002hPa, 최대풍속 18m/s(64.8km/h), 강풍 반경 110km, 크기 '소형'의 열대폭풍으로 미국 괌 동남동쪽 약 1,010km 부근 해상에서 발생하였다.(일본 기상청 태풍정보 기준) 발생 이후 서~서북서진 및 거의 정체하면서 미미하게 발달하였고, 4월 5일 오전 3시에 미국 괌 남동쪽 약 860km 부근 해상에서 중심기압 998hPa, 최대풍속 18m/s(64.8km/h), 강풍 반경 110km의 세력 '약', 크기 '소형'(일본 기상청 태풍정보 기준)의 열대폭풍으로 최성기를 맞이하였다. 최성기 이후 서진 및 거의 정체하면서 약화되었고, 4월 6일 오전 9시에 미국 괌 남동쪽 약 780km 부근 해상에서 중심기압 1004hPa의 열대저압부로 소멸하였다.(한국 기상청 태풍정보 기준으로는 중심기압 1000hPa) 하이선은 중화인민공화국에서 제출한 이름으로 바다의 신을 의미한다.

### 제6호 태풍 노을
노을은 북한에서 제출한 이름으로 노을을 의미한다.

### 제7호 태풍 돌핀
돌핀은 홍콩에서 제출한 이름으로 홍콩근해의 흰돌고래를 의미한다.

### 제8호 태풍 구지라
2015년 제8호 태풍 구지라(KUJIRA)는 6월 21일 오전 9시에 중심기압 998hPa, 최대풍속 18m/s, 강풍 반경 220km, 크기 '소형'의 열대폭풍으로 베트남 다낭 동쪽 약 340km 부근 해상에서 발생하였다.(일본 기상청 태풍정보 기준) 발생 이후 북~북북서진하며 미미하게 발달해서 6월 22일 오후 9시에 중화인민공화국 잔장 남쪽 약 240km 부근 해상에서 중심기압 985hPa, 최대풍속 21m/s, 강풍 반경 220km(남서쪽 반경)의 세력 '약', 크기 '소형'(일본 기상청 태풍정보 기준)의 열대폭풍으로 최성기를 맞이하였다. 최성기 세력으로 하이난섬에 상륙한 뒤, 관통하면서 약화되었다가 통킹만에 진출하면서 중심기압 985hPa, 최대풍속 21m/s(일본 기상청 태풍정보 기준)의 최성기 세력으로 재발달했고, 재발달한 세력에서 조금 약화된 990hPa, 최대풍속 21m/s(일본 기상청 태풍정보 기준)의 세력으로 베트남 북부 지방에 상륙하였다. 베트남 북부 지방 상륙 뒤 다시 약화되었고, 6월 25일 오전 3시에 베트남 하노이 북북동쪽 약 70km 부근 육상에서 중심기압 996hPa의 열대저압부로 소멸하였다. 구지라는 일본에서 제출한 이름으로 별자리 중 고래자리를 의미한다.

### 제9호 태풍 찬홈
2015년 제9호 태풍 찬홈(CHAN-HOM)은 6월 30일 오후 9시에 중심기압 1002hPa, 최대풍속 18m/s, 강풍 반경 170km, 크기 '소형'의 열대폭풍으로 미국 괌 동남동쪽 약 1,660km 부근 해상에서 발생하였다.(일본 기상청 태풍정보 기준) 발생 이후 서~서북서진하면서 미국 괌 부근 해상에서 중심기압 975hPa, 최대풍속 33m/s(일본 기상청 태풍정보 기준)로 발달했다가 거의 정체하면서 연직시어 영향으로 중심기압 990hPa, 최대풍속 23m/s(일본 기상청 태풍정보 기준)까지 약화되었다가, 다시 서북서진하면서 재발달하였고, 7월 10일 오전 3시에 일본 오키나와 남서쪽 약 180km 부근 해상에서 중심기압 935hPa, 최대풍속 46m/s, 강풍 반경 560km(북동쪽 반경)의 세력 '매우 강', 크기 '대형'(일본 기상청 태풍정보 기준)의 태풍으로 최성기를 맞이하였다. 최성기 이후 서서히 약화되면서 중화인민공화국 상하이 부근 해안을 비켜 지나갔고, 북위 29도선에서 북동진으로 전향하였다. 북동진으로 전향한 뒤 서해상으로 진출하면서 계속 약화 및 온대저기압화가 진행되었고, 7월 13일 오전 1시 30분경 조선민주주의인민공화국 옹진반도 남쪽 해안에 중심기압 980hPa, 최대풍속 25m/s(일본 기상청 태풍정보 기준)의 세력으로 상륙하였다. 상륙 뒤 약화가 가속되어서, 한국 기상청 기준으로는 7월 13일 오전 6시에 조선민주주의인민공화국 평양 북쪽 약 20km 부근 육상에서 중심기압 985hPa의 열대저압부로 약화되었다. 일본 기상청 기준으로는 7월 13일 오전 9시에 조선민주주의인민공화국 평양 북동쪽 약 110km 부근 육상에서 중심기압 986hPa의 열대저기압로 약화되었다. 찬홈은 라오스에서 제출한 이름으로 나무의 한 종류를 의미한다.

### 제10호 태풍 린파
2015년 제10호 태풍 린파(LINFA)는 7월 2일 오후 9시에 중심기압 998hPa, 최대풍속 18m/s, 강풍 반경 170km, 크기 '소형'의 열대폭풍으로 필리핀 마닐라 동쪽 약 840km 부근 해상에서 발생하였다.(일본 기상청 태풍정보 기준) 발생 이후 서~북서진하며 발달해서 필리핀 북부 지방에 상륙하기 직전에 중심기압 985hPa, 최대풍속 28m/s(일본 기상청 태풍정보 기준)로 발달했다가 필리핀 북부 지방을 관통하면서 다시 약화되었고, 남중국해에 진출한 뒤 거의 정체하거나 북서진하면서 재발달해서 7월 8일 오후 3시에 중화인민공화국 산터우 남동쪽 약 260km 부근 해상에서 중심기압 975hPa, 최대풍속 28m/s, 강풍 반경 220km의 세력 '중', 크기 '소형'(일본 기상청 태풍정보 기준)의 강한 열대폭풍으로 최성기를 맞이하였다. 최성기 이후 북서진해서 중화인민공화국 산터우 부근 육상에 상륙한 뒤 급약화되어서 7월 10일 오전 9시에 홍콩 서북서쪽 약 170km 부근 육상에서 중심기압 1000hPa의 열대저압부로 소멸하였다. 린파가 남중국해에서 정체할 때 장마전선에 수증기를 공급해서 대한민국 남부 지방에 호우가 오게 했다. 린파는 마카오에서 제출한 이름으로 연꽃을 의미한다.

### 제11호 태풍 낭카
2015년 제11호 태풍 낭카(NANGKA)는 7월 4일 오전 3시에 중심기압 1000hPa, 최대풍속 18m/s, 강풍 반경 220km, 크기 '소형'의 열대폭풍으로 미국 괌 동쪽 약 2,860km 부근 해상에서 발생하였다.(일본 기상청 태풍정보 기준) 발생 이후 서~서북서진하며 급발달해서 7월 7일 오후 9시에 미국 괌 동쪽 약 940km 부근 해상에서 중심기압 925hPa, 최대풍속 51m/s, 강풍 반경 330km의 세력 '매우 강', 크기 '중형'(일본 기상청 태풍정보 기준)의 태풍으로 최성기를 맞이하였다. 최성기 이후 잠시 7월 9일까지 중심기압 935hPa, 최대풍속 46m/s(일본 기상청 태풍정보 기준)까지 조금 약화되었다가, 다시 최성기 세력인 중심기압 925hPa, 최대풍속 51m/s(일본 기상청 태풍정보 기준)로 재발달하였다. 재발달해서 다시 최성기를 맞이한 이후 7월 11일부터 연직시어 영향으로 중심기압 950hPa, 최대풍속 41m/s(일본 기상청 태풍정보 기준)까지 약화되었고, 중간에 거의 정체하다가 7월 13일부터 북~북서진으로 전향한 뒤 일본을 향해 이동하면서 서서히 약화되기 시작했다. 서서히 약화되며 북~북서진해서 7월 16일 오후 11시경 일본 시코쿠 고치현 무로토시 부근 육상에 중심기압 960hPa, 최대풍속 36m/s(일본 기상청 태풍정보 기준)의 세력으로 상륙하였다. 일본을 관통하면서 육상과의 마찰과 연직시어 영향으로 급속하게 약화되면서 동해상으로 진출하였고, 7월 18일 오전 3시에 독도 동쪽 약 330km 부근 해상에서 중심기압 1002hPa의 열대저압부로 소멸하였다.(한국 기상청 태풍정보 기준으로는 중심기압 1000hPa) 낭카는 말레이시아에서 제출한 이름으로 열대 과일의 한 종류를 의미한다.

### 제13호 태풍 사우델로르(제명)
2015년 제13호 태풍 사우델로르(SOUDELOR)는 7월 30일 오후 9시에 중심기압 1000hPa, 최대풍속 18m/s, 강풍 반경 220km(북쪽 반경), 크기 '소형'의 열대폭풍으로 미국 괌 동쪽 약 1,570km 부근 해상에서 발생하였다.(일본 기상청 태풍정보 기준) 발생 이후 서~서북서진하며 급발달해서 사이판섬을 8월 3일 0시에 중심기압 955hPa, 최대풍속 39m/s(일본 기상청 태풍정보 기준)의 세력으로 관통하였다. 사이판섬 관통 이후에도 계속 서북서진하며 발달해서 8월 4일 오전 3시에 미국 괌 북서쪽 약 640km 부근 해상에서 중심기압 900hPa, 최대풍속 59m/s, 강풍 반경 390km(북쪽 반경)의 세력 '맹렬함', 크기 '중형'(일본 기상청 태풍정보 속보치 기준)의 태풍으로 최성기를 맞이하였다. 최성기 이후 조금 약화되었다가 대만 동쪽 해상에서 재발달했고, 재발달한 세력인 중심기압 930hPa, 최대풍속 49m/s(일본 기상청 태풍정보 기준)의 세력으로 8월 8일 오전 5시 40분경 중화민국 화롄시 부근 육상에 상륙하였다. 대만 관통 뒤 약화된 세력인 중심기압 970hPa, 최대풍속 36m/s(일본 기상청 태풍정보 기준)의 세력으로 중화인민공화국 푸저우 부근 육상에 상륙하였고, 중국 대륙 상륙 이후 급약화되어서 일본 기상청 기준으로는 8월 9일 오후 9시에 중화인민공화국 상하이 남서쪽 약 620km 부근 육상에서 중심기압 996hPa의 열대저압부로 소멸하였다.(한국 기상청 기준으로는 8월 10일 오전 3시에 중화인민공화국 상하이 서남서쪽 약 560km 부근 육상에서 중심기압 998hPa의 열대저압부로 소멸하였다.) 사우델로르는 미크로네시아에서 제출한 이름으로 전설 속의 추장을 의미한다.

### 제14호 태풍 몰라베
2015년 제14호 태풍 몰라베(MOLAVE)는 8월 7일 오후 9시에 중심기압 1000hPa, 최대풍속 18m/s, 강풍 반경 390km(북동쪽 반경), 크기 '중형'의 열대폭풍으로 일본 도쿄 남남동쪽 약 1,500km 부근 해상에서 발생하였다.(일본 기상청 태풍정보 기준) 발생 이후 북~서북서진하면서 조금 발달하였고, 8월 9일 오후 3시에 일본 도쿄 남쪽 약 890km 부근 해상에서 중심기압 990hPa, 최대풍속 23m/s, 강풍 반경 390km(북동쪽 반경)의 세력 '약', 크기 '중형'(일본 기상청 태풍정보 기준)의 열대폭풍으로 최성기를 맞이하였다. 최성기 이후 북위 30도선에서 북동진으로 전향한 뒤 온대저기압화가 진행되며 서서히 약화되었고, 8월 14일 오전 9시에 일본 센다이 동쪽 약 1,860km 부근 해상에서 중심기압 992hPa의 온대저기압으로 변질되었다.(한국 기상청 태풍정보 기준으로는 중심기압 998hPa) 몰라베는 필리핀에서 제출한 이름으로 가구 제작용 나무를 의미한다.

### 제15호 태풍 고니
2015년 제15호 태풍 고니(GONI)는 8월 15일 오전 3시에 중심기압 1002hPa, 최대풍속 18m/s, 강풍 반경 110km, 크기 '소형'의 열대폭풍으로 미국 괌 동쪽 약 370km 부근 해상에서 발생하였다.(일본 기상청 태풍정보 기준) 발생 이후 서~서북서진하며 발달해서 8월 16일 오전 3시에 미국 괌 북쪽 약 70km 부근 해상을 중심기압 985hPa, 최대풍속 28m/s(일본 기상청 태풍정보 기준)의 세력으로 통과하였다. 미국 괌 부근 해상 통과 뒤에도 계속 서북서진하며 급발달해서 8월 17일 오후 3시에 미국 괌 북서쪽 약 600km 부근 해상에서 중심기압 935hPa, 최대풍속 49m/s, 강풍 반경 330km의 세력 '매우 강', 크기 '중형'(일본 기상청 태풍정보 속보치 기준)의 태풍으로 최성기를 맞이하였다. 최성기 이후 계속 서~서북서진하며 이동했고, 루손 해협을 앞둔 북위 19도선에서 북진으로 전향했다. 전향하면서 열용량이 낮은 곳을 지나 조금 약화되었다가 대만 동쪽 해상이 열용량이 높아 재발달했고, 재발달한 세력인 중심기압 940hPa, 최대풍속 49m/s(일본 기상청 태풍정보 기준)의 세력으로 하테루마섬과 이시가키섬을 통과했다. 동중국해에서 재발달한 세력을 유지하며 계속 북동진했고, 8월 25일 오전 6시경 중심기압 955hPa, 최대풍속 41m/s(일본 기상청 태풍정보 기준)의 세력으로 일본 구마모토현에 상륙하였다. 일본 규슈를 관통한 뒤 동해로 진출하면서 온대저기압화가 진행되었고, 8월 26일 오전 6시에 울릉도 북동쪽 약 220km 부근 해상에서 중심기압 980hPa의 온대저기압으로 변질되었다.(한국 기상청 태풍정보 기준으로는 중심기압 985hPa) 고니는 8월 23일 오후 9시 16분에 이시가키섬에서 순간최대풍속 71.0m/s를 기록하면서 일본 내에서 역대급 순간최대풍속 기록을 세웠다. 고니는 대한민국에서 제출한 이름으로 고니를 의미한다.

### 제16호 태풍 앗사니
앗사니는 태국에서 제출한 이름으로 번개를 의미한다.

### 제17호 태풍 킬로
킬로는 중태평양상의 허리케인이 이동한 것으로 하와이 남자아이 이름을 의미한다. 열대저기압 킬로는 할롤라처럼 하와이 남자아이 이름을 의미한다.

### 제18호 태풍 아타우
2015년 제18호 태풍 아타우(ETAU)는 9월 7일 오전 3시에 중심기압 1000hPa, 최대풍속 18m/s, 강풍 반경 110km(북쪽 반경), 크기 '소형'의 열대폭풍으로 일본 오키나와 동남동쪽 약 1,250km 부근 해상에서 발생하였다.(일본 기상청 태풍정보 기준) 발생 이후 북~북북서진하면서 조금 발달하였고, 9월 8일 오후 9시에 일본 오사카 남동쪽 약 470km 부근 해상에서 중심기압 985hPa, 최대풍속 25m/s, 강풍 반경 330km(북동쪽 반경)의 세력 '중', 크기 '중형'(일본 기상청 태풍정보 기준)의 강한 열대폭풍으로 최성기를 맞이하였다. 최성기 이후 빠르게 북~북북서진하면서 9월 9일 오전 8시 30분경 중심기압 990hPa, 최대풍속 23m/s(일본 기상청 태풍정보 기준)의 세력으로 일본 아이치현 다하라시에 상륙하였다. 일본 혼슈를 관통하며 온대저기압화가 진행되면서 동해상에 진출했고, 9월 9일 오후 9시에 독도 동북동쪽 약 280km 부근 해상에서 중심기압 1000hPa의 온대저기압으로 변질되었다.(한국 기상청 태풍정보 기준으로는 중심기압 998hPa) 아타우는 미국에서 제출한 이름으로 팔라우 언어로 폭풍 구름을 의미한다.

### 제19호 태풍 밤꼬
밤꼬는 베트남에서 제출한 이름으로 베트남 남부를 흐르는 강의 이름을 의미한다.

### 제20호 태풍 크로반
2015년 제20호 태풍 크로반(KROVANH)은 9월 16일 오전 3시에 중심기압 998hPa, 최대풍속 18m/s, 강풍 반경 170km, 크기 '소형'의 열대폭풍으로 미국 괌 북동쪽 약 780km 부근 해상에서 발생하였다.(일본 기상청 태풍정보 기준) 발생 이후 서북서~북서진하며 급발달해서 9월 17일 오후 9시에 일본 도쿄 남남동쪽 약 1,530km 부근 해상에서 중심기압 945hPa, 최대풍속 44m/s, 강풍 반경 330km(북쪽 반경)의 세력 '매우 강', 크기 '중형'(일본 기상청 태풍정보 속보치 기준)의 태풍으로 최성기를 맞이하였다. 최성기 이후 북위 25도선에서 북동진으로 전향한 뒤 온대저기압화가 진행되며 급약화되었고, 9월 21일 오전 3시에 일본 도쿄 동쪽 약 990km 부근 해상에서 중심기압 992hPa의 온대저기압으로 변질되었다.(한국 기상청 태풍정보 기준으로는 중심기압 994hPa) 크로반은 캄보디아에서 제출한 이름으로 나무의 한 종류를 의미한다.

### 제21호 태풍 두쥐안
2015년 제21호 태풍 두쥐안(DUJUAN)은 9월 23일 오전 3시에 중심기압 996hPa, 최대풍속 18m/s, 강풍 반경 390km(서쪽 반경), 크기 '중형'의 열대폭풍으로 미국 괌 서북서쪽 약 840km 부근 해상에서 발생하였다.(일본 기상청 태풍정보 기준) 발생 이후 북서~서남서~서북서진하며 서서히 발달해서 9월 27일 오전 9시에 중화민국 타이베이 동남동쪽 약 680km 부근 해상에서 중심기압 925hPa, 최대풍속 51m/s, 강풍 반경 460km의 세력 '매우 강', 크기 '중형'(일본 기상청 태풍정보 속보치 기준)의 태풍으로 최성기를 맞이하였다. 최성기 세력을 유지하면서 계속 서북서진하며 일본 류큐 열도 남부 부근 해상을 통과한 뒤 9월 28일 오후 7시경 대만 동부 해안에 중심기압 955hPa, 최대풍속 44m/s(일본 기상청 매시간 태풍정보 발표 기준)의 세력으로 상륙했다. 타이완 관통 뒤 9월 29일 오전 10시경 중화인민공화국 푸저우 남서쪽 해안에 중심기압 985hPa, 최대풍속 28m/s(일본 기상청 태풍정보 기준)의 세력으로 상륙했다. 중국 대륙 상륙 뒤 급약화되어서 9월 29일 오후 9시에 중화인민공화국 푸저우 서쪽 약 270km 부근 육상에서 중심기압 1004hPa의 열대저압부로 소멸하였다.(한국 기상청 태풍정보 기준으로는 중심기압 1002hPa) 태풍 고니에 이어서 두쥐안도 9월 28일 오후 3시 41분에 요나구니섬에서 순간최대풍속 81.1m/s를 기록하면서 일본 내에서 역대급 순간최대풍속 기록을 세웠다. 두쥐안은 중화인민공화국에서 제출한 이름으로 진달래를 의미한다.

### 제22호 태풍 무지개(제명)
2015년 제22호 태풍 무지개(MUJIGAE)는 10월 2일 오전 3시에 중심기압 998hPa, 최대풍속 18m/s, 강풍 반경 170km, 크기 '소형'의 열대폭풍으로 필리핀 마닐라 북쪽 약 130km 부근 육상에서 발생하였다.(일본 기상청 태풍정보 기준) 발생 이후 남중국해에 진출해서 서북서진하며 급발달해서, 10월 4일 오후 3시에 중화인민공화국 잔장 북쪽 약 10km 부근 해상에서 중심기압 955hPa, 최대풍속 40m/s, 강풍 반경 250km의 세력 '강', 크기 '소형'(한국 기상청 태풍정보 기준, 일본 기상청 세력 해석의 문제로 무지개만 한국 기상청으로 대체)의 태풍으로 최성기를 맞이하였다. 최성기 이후 레이저우반도에 바로 상륙했고, 급약화되어서 일본 기상청 기준으로는 10월 5일 오전 9시에 중화인민공화국 잔장 북서쪽 약 310km 부근 육상에서 중심기압 1008hPa의 열대저압부로 소멸하였다. 한국 기상청 기준으로는 10월 5일 오후 3시에 중화인민공화국 잔장 북서쪽 약 360km 부근 육상에서 중심기압 1010hPa의 열대저압부로 소멸하였다.

### 제23호 태풍 초이완
2015년 제23호 태풍 초이완(CHOI-WAN)은 10월 2일 오후 3시에 중심기압 996hPa, 최대풍속 18m/s, 강풍 반경 750km, 크기 '대형'의 열대폭풍으로 미국 괌 동북동쪽 약 2,420km 부근 해상에서 발생하였다.(일본 기상청 태풍정보 기준) 발생 이후 북서~서북서진하며 더디게 발달하였고, 온대저기압 변질 직전인 10월 8일 오전 9시에 일본 센다이 동북동쪽 약 650km 부근 해상에서 중심기압 955hPa, 최대풍속 31m/s, 강풍 반경 1,000km(북동쪽 반경)의 세력 '중', 크기 '초대형'(일본 기상청 태풍정보 기준)의 강한 열대폭풍으로 최성기를 맞이하였다. 일본 기상청 기준으로는 10월 8일 12시에 일본 센다이 북동쪽 약 680km 부근 해상에서 중심기압 954hPa의 온대저기압으로 변질되었다. 한국 기상청 기준으로는 10월 8일 오후 3시에 일본 센다이 동북동쪽 약 580km 부근 해상에서 중심기압 985hPa의 온대저기압으로 변질되었다. 초이완은 홍콩에서 제출한 이름으로 채운을 의미한다.

### 제24호 태풍 곳푸(제명)
2015년 제24호 태풍 곳푸(KOPPU)는 10월 13일 오후 9시에 중심기압 1000hPa, 최대풍속 18m/s, 강풍 반경 280km, 크기 '소형'의 열대폭풍으로 미국 괌 서북서쪽 약 700km 부근 해상에서 발생하였다.(일본 기상청 태풍정보 기준) 발생 이후 서진하면서 더디게 발달했으나 필리핀 루손섬 상륙 직전에 급발달해서, 10월 18일 오전 3시에 필리핀 마닐라 북동쪽 약 210km 부근 육상에서 중심기압 920hPa, 최대풍속 51m/s, 강풍 반경 440km(북쪽 반경)의 세력 '매우 강', 크기 '중형'(일본 기상청 태풍정보 속보치 기준)의 태풍으로 최성기를 맞이하였고, 최성기 세력으로 필리핀 루손섬에 상륙하였다. 필리핀 루손섬 관통 뒤 남중국해와 루손 해협에 진출하며 급속하게 약화되었고, 10월 21일 오후 3시에 필리핀 마닐라 북북동쪽 약 590km 부근 해상에서 중심기압 1000hPa의 열대저압부로 소멸하였다. 필리핀에서 매우 큰 피해를 준 태풍 곳푸는 제명되었다. 곳푸는 일본에서 제출한 이름으로 컵을 의미한다.

### 제25호 태풍 참피
2015년 제25호 태풍 참피(CHAMPI)는 10월 14일 오전 3시에 중심기압 1000hPa, 최대풍속 18m/s, 강풍 반경 330km, 크기 '중형'의 열대폭풍으로 미국 괌 동쪽 약 1,450km 부근 해상에서 발생하였다.(일본 기상청 태풍정보 기준) 발생 이후 서북서~북서진하면서 급발달하였고, 10월 19일 오전 3시에 미국 괌 북북서쪽 약 890km 부근 해상에서 중심기압 940hPa, 최대풍속 46m/s, 강풍 반경 390km(남쪽 반경)의 세력 '매우 강', 크기 '중형'(일본 기상청 태풍정보 속보치 기준)의 태풍으로 최성기를 맞이하였다. 최성기 이후 거의 정체 및 전향하면서 중심기압 940hPa, 최대풍속 44m/s(일본 기상청 태풍정보 기준)까지 재발달했다가 북동진하며 온대저기압화가 진행되며 서서히 약화되었고, 한국 기상청 기준으로는 10월 25일 오후 3시에 일본 센다이 동남동쪽 약 1,970km 부근 해상에서 중심기압 990hPa의 온대저기압으로 변질되었다. 일본 기상청 기준으로는 10월 25일 오후 9시에 일본 센다이 동쪽 약 2,360km 부근 해상에서 중심기압 980hPa의 온대저기압으로 변질되었다. 참피는 라오스에서 제출한 이름으로 꽃의 한 종류를 의미한다.

### 제26호 태풍 인파
2015년 제26호 태풍 인파(IN-FA)는 11월 17일 오후 9시에 중심기압 1002hPa, 최대풍속 18m/s, 강풍 반경 110km, 크기 '소형'의 열대폭풍으로 미국 괌 동남동쪽 약 1,910km 부근 해상에서 발생하였다.(일본 기상청 태풍정보 기준) 발생 이후 서~서북서진하면서 서서히 발달하였고, 11월 21일 오전 9시에 미국 괌 남서쪽 약 330km 부근 해상에서 중심기압 935hPa, 최대풍속 49m/s, 강풍 반경 330km(북동쪽 반경)의 세력 '매우 강', 크기 '중형'(일본 기상청 태풍정보 속보치 기준)의 태풍으로 최성기를 맞이하였다. 최성기 이후 서서히 약화되면서 전향 및 온대저기압화가 진행되었고, 11월 26일 오전 9시에 일본 오키나와 동남동쪽 약 1,160km 부근 해상에서 중심기압 1004hPa의 온대저기압으로 변질되었다.(한국 기상청 태풍정보 기준으로는 중심기압 1002hPa) 인파는 마카오에서 제출한 이름으로 불꽃놀이를 의미한다.

### 제27호 태풍 멜로르(제명)
2015년 제27호 태풍 멜로르(MELOR)는 12월 11일 오후 3시에 중심기압 1002hPa, 최대풍속 18m/s, 강풍 반경 110km, 크기 '소형'의 열대폭풍으로 미국 괌 서남서쪽 약 880km 부근 해상에서 발생하였다.(일본 기상청 태풍정보 기준) 발생 이후 서~서북서진하면서 서서히 발달하다가 필리핀 상륙을 앞두고 급발달하였고, 12월 14일 오전 9시에 필리핀 마닐라 동남동쪽 약 580km 부근 해상에서 중심기압 935hPa, 최대풍속 49m/s, 강풍 반경 280km(북동쪽 반경)의 세력 '매우 강', 크기 '소형'(일본 기상청 태풍정보 속보치 기준)의 태풍으로 최성기를 맞이하였다. 최성기 세력으로 필리핀 상륙 및 관통 뒤 남중국해에 진출하며 급약화되었고, 12월 17일 오전 9시에 필리핀 마닐라 남남서쪽 약 370km 부근 해상에서 중심기압 1004hPa의 열대저압부로 소멸하였다.(한국 기상청 태풍정보 기준으로는 중심기압 1000hPa) 멜로르는 말레이시아에서 제출한 이름으로 자스민 꽃을 의미한다.

## 같이 보기
- 2014~2015년 오스트레일리아 근해 사이클론
- 2014~2015년 남태평양 사이클론
- 2015년 동태평양 허리케인